# Шимск
Шимск (на руски: Шимск) е селище от градски тип в Русия, административен център на Шимски район, Новгородска област. Населението му към 1 януари 2018 година е 3658 души.